# فیول
فیول (به آلمانی: Viöl) یک شهر در آلمان است که در نوردفرایسلند واقع شده‌است. فیول ۱٬۹۲۲ نفر جمعیت دارد.